# Neomonachus
Neomonachus (лат.) — род морских млекопитающих семейства настоящих тюленей (Phocidae). Включает два вида: гавайский тюлень-монах (N. schauinslandi) и вымерший карибский тюлень-монах (N. tropicalis). Оба вида были выделены в отдельный род трибы Monachini из состава рода тюленей-монахов (Monachus) в 2014 году.

## Внешний вид
Длина тела примерно от 2,25 до 2,4 м.

## Распространение
В настоящее время залежки размножающихся гавайских тюленей-монахов имеются на северо-западных атоллах Гавайских островов: Куре, Перл-энд-Хермес, Лисянского, Лейсан, Френч-Фригат-Шолс, Мидуэй. Прежде обитали также на островах главной группы Гавайского архипелага: Кауаи, Ниихау, Оаху и Гавайи.
Карибские тюлени-монахи населяли побережье и острова Карибского моря и Мексиканского залива от Гондураса и Юкатана на востоке до Ямайки, Кубы и Багамских островов. В настоящее время распространение неизвестно. По-видимому, ещё встречались в 1952 году в водах банки Серранилья (Серранилла) в западной части Карибского моря.